# العلاقات الأيرلندية السورينامية
العلاقات الأيرلندية السورينامية هي العلاقات الثنائية التي تجمع بين جمهورية أيرلندا وسورينام.

## مقارنة بين البلدين
هذه مقارنة عامة ومرجعية للدولتين:
| وجه المقارنة                                              | جمهورية أيرلندا                                       | سورينام                        |
| --------------------------------------------------------- | ----------------------------------------------------- | ------------------------------ |
| المساحة (كم2)                                             | 70.27 ألف                                             | 163.27 ألف                     |
| عدد السكان (نسمة)                                         | 4.76 مليون                                            | 563.40 ألف                     |
| الكثافة السكانية (ن./كم²)                                 | 67.74                                                 | 3.45                           |
| العاصمة                                                   | دبلن                                                  | باراماريبو                     |
| اللغة الرسمية                                             | اللغة الأيرلندية، لغة إنجليزية، الإنجليزية الأيرلندية | اللغة الهولندية                |
| العملة                                                    | جنيه أيرلندي، يورو، عملات اليورو الأيرلندية           | دولار سورينامي، غيلدر سورينامي |
| الناتج المحلي الإجمالي (بليون دولار)                      | 333.73 مليار                                          | 3.32 مليار                     |
| الناتج المحلي الإجمالي (تعادل القوة الشرائية) بليون دولار | 318.16 مليار                                          | 9.07 مليار                     |
| الناتج المحلي الإجمالي الاسمي للفرد دولار أمريكي          | 61.13 ألف                                             | 9.48 ألف                       |
| الناتج المحلي الإجمالي للفرد دولار أمريكي                 |                                                       | 16.64 ألف                      |
| مؤشر التنمية البشرية                                      | 0.916                                                 | 0.714                          |
| رمز المكالمات الدولي                                      | +353                                                  | +597                           |
| رمز الإنترنت                                              | .ie                                                   | .sr                            |
| المنطقة الزمنية                                           | 00، ت ع م+01:00، أوروبا/دبلن ‏                         | 00                             |

## منظمات دولية مشتركة
يشترك البلدان في عضوية مجموعة من المنظمات الدولية، منها:
| علم المنظمة | اسم المنظمة                        | تاريخ انضمام جمهورية أيرلندا | تاريخ انضمام سورينام |
| ----------- | ---------------------------------- | ---------------------------- | -------------------- |
|             | يونسكو                             | 3 أكتوبر 1961                | 16 يوليو 1976        |
|             | وكالة ضمان الاستثمار متعدد الأطراف | 27 أكتوبر 1989               | 2 يوليو 2003         |
|             | الأمم المتحدة                      | 14 ديسمبر 1955               | 4 ديسمبر 1975        |
|             | الاتحاد البريدي العالمي            | ?                            | ?                    |
|             | البنك الدولي للإنشاء والتعمير      | 8 أغسطس 1957                 | 27 يونيو 1978        |
|             | المنظمة الهيدروغرافية الدولية      | ?                            | ?                    |
|             | الاتحاد الدولي للاتصالات           | 8 ديسمبر 1923                | 15 يوليو 1976        |
|             | منظمة حظر الأسلحة الكيميائية       | ?                            | ?                    |
|             | مؤسسة التمويل الدولية              | 11 سبتمبر 1958               | 1 سبتمبر 2011        |
|             | منظمة التجارة العالمية             | ?                            | ?                    |
|             | منظمة الشرطة الجنائية الدولية      | ?                            | ?                    |

## وصلات خارجية
- موقع وزارة الخارجية الأيرلندية
- موقع وزارة الخارجية السورينامية